# W Pińczowie dnieje
W Pińczowie dnieje – przysłowie polskie, funkcjonujące w grach karcianych, w szczególności w brydżu.
Jest używane w sytuacji, w której gracz ociąga się nad zadeklarowaniem stawki licytacyjnej lub zagraniem karty, stanowi zachętę ponaglającą do akcji. Pochodzenie powiedzenia miałoby się wziąć od widoku słońca wychodzącego zza wzgórza św. Anny, osłaniającej Pińczów od strony północno-wschodniej, co rzekomo sprawiałoby, że dzień zaczynałby się w tym mieście później niż gdzie indziej. Zostało spopularyzowane m.in. poprzez opowieść Sztukmistrz z Lublina autorstwa noblisty Izaaka Baszewisa Singera.
Mirosław P. Jabłoński napisał powieść Duch czasu, czyli: a w Pińczowie dnieje... – Białowieża, Białystok 1991; wyd. II Wydawnictwo Solaris, Olsztyn 2000; wyd. III Wydawnictwo Solaris 2013. A Wiesław Wodecki, wspólnie z Aleksandrem Malakiem i Tadeuszem Burzyńskim wydał zbiór felietonów pod tytułem W Pińczowie dnieje w 2006 roku.